# Рудня (Червенський район)
Рудня (біл. вёска Рудня) — село в складі Червенського району Мінської області, Білорусь. Село є адміністративним центром Руднянської сільської ради, розташоване в центральній частині області.